# Kompendium des Katechismus der Katholischen Kirche
Kompendium des Katechismus der Katholischen Kirche, auch Katechismus der Katholischen Kirche – Kompendium (lat.: Compendium Catechismi Catholicae Ecclesiae) oder einfach Kompendium genannt, ist das Handbuch (die Kurzfassung) zum Katechismus der Katholischen Kirche (KKK). Mit einem Apostolischen Schreiben vom 28. Juni 2005 wurde es durch Papst Benedikt XVI. genehmigt und danach veröffentlicht.

## Zur Entstehung
Papst Johannes Paul II. hatte 2003 eine Kommission ins Leben gerufen, die den großen Katholischen Katechismus aus dem Jahre 1992 überarbeiten sollte. Eine Spezialkommission unter Leitung des damaligen Kardinalpräfekten der Kongregation für die Glaubenslehre, Joseph Ratzinger, des späteren Papstes Benedikt XVI., arbeitete mehr als zwei Jahre intensiv um die inhaltliche und redaktionelle Gestaltung. „Das Kompendium will das Interesse und den Eifer für den Katechismus erneuern“, beschreibt Papst Benedikt seine Erwartungen an das Kompendium. Es solle die Christen motivieren, sich „mit neuem Schwung für die Evangelisierung und Glaubenserziehung“ einzusetzen.

## Motu Proprio
Zur Approbation und Veröffentlichung des Kompendiums wandte sich Benedikt XVI. mit einem Apostolischen Schreiben, vom 28. Juni 2005, in Form eines Motu Proprio an alle Kardinäle, Patriarchen, Erzbischöfe und Bischöfe, an die Priester und Diakone und an alle Glieder des Volkes Gottes und erklärte: 

„Das Kompendium, das ich nun der ganzen Kirche vorlege, ist eine getreue und sichere Zusammenfassung des Katechismus der Katholischen Kirche. Es enthält in knapper Form alle wesentlichen und grundlegenden Elemente des Glaubens der Kirche und bildet so, wie es von meinem Vorgänger gewünscht worden war, eine Art Vademecum, das den Menschen – ob sie gläubig sind oder nicht – ermöglicht, in einer Gesamtschau das ganze Panorama des katholischen Glaubens zu überblicken.
Das Kompendium spiegelt im Aufbau, in den Inhalten und in der Sprache den Katechismus der Katholischen Kirche wider und bietet als Zusammenfassung eine Hilfe und Anregung, um ihn noch mehr bekannt zu machen und zu vertiefen.“

## Kompendium
Dieses neue Handbuch, auch einfach „Kompendium“ genannt, reiht sich in die Geschichte des „Katechismus der Katholischen Kirche“ (auch: KKK) ein und beschreibt die katholische Lehre in einer zusammenfassenden Form. Die Einleitung zum Kompendium wurde von Joseph Kardinal Ratzinger in seiner Zeit als Präfekt der Glaubenskongregation geschrieben. Das Kompendium folge dem Katechismus und verweise unter Nennung der Bezugsnummern auf diesen. So könne eine ausführlichere Darstellung gelesen werden. Des Weiteren sei die dialogische Struktur in Frage und Antwort übernommen worden.

## Aufbau und Gliederung
Inhaltlich ist das Kompendium, wiederum dem Katechismus folgend, strukturiert in Abschnitte zum Glaubensbekenntnis, zum Gottesdienst und den Sakramenten, zum Leben in Christus und zu dem christlichen Gebet mit besonderer Betonung des Vaterunsers. In einem Anhang sind die allgemeinen christlichen Gebete, Grundaussagen der katholischen Lehre und ein Register aufgenommen.

## Neue Formen
Das Kompendium enthält 598 Fragen und Antworten. Zitate aus der Heiligen Schrift, insbesondere des Neuen Testamentes, sind der jeweiligen Ausführung des Kompendiums zugeordnet. Aussagen der Kirchenväter leiten die einzelnen Texte ein oder werden als kurze Merksätze verwendet. Die Kirchenväter des Ostens, die Liturgie der Ostkirchen und Ikonen sind umfangreich berücksichtigt.13 Farbbilder sollen die Katechese ergänzen.